# درة رحمانة (مقاطعة دورة)
درة رحمانة (بالفارسية: دره رحمانه) هي قرية تقع في قسم تشكن الريفي (مقاطعة دورة) في إيران. يقدر عدد سكانها بـ 60 نسمة بحسب إحصاء 2016.